# Chiesa di San Leonardo (Luras)
La chiesa di San Leonardo di Silonis è una chiesa campestre ubicata in territorio di Luras, centro abitato della Sardegna settentrionale.
Consacrata al culto cattolico, fa parte della parrocchia di Nostra Signora del Rosario, diocesi di Tempio-Ampurias.
L'edificio si trova in zona Silonis, località in cui si ritiene fosse ubicato l'antico villaggio di Siffilionis; nelle vicinanze sono presenti altre due chiese: Santa Maria di Silonis e San Pietro.